# إدموند هارتمان
إدموند هارتمان (بالإنجليزية: Edmund Hartmann)‏ هو كاتب سيناريو أمريكي، ولد في 24 سبتمبر 1911 في سانت لويس في الولايات المتحدة، وتوفي في 28 نوفمبر 2003.

## وصلات خارجية
- إدموند هارتمان على موقع IMDb (الإنجليزية)
- إدموند هارتمان على موقع قاعدة بيانات الفيلم (الإنجليزية)